# رابطة الشغيلة
رابطة الشغيلة هو حزب سياسي لبناني يساري تأسس في لبنان في أواخر 1960 ستينات القرن العشرين وحاليا هو بقيادة نائب الشوف السابق زاهر الخطيب.

## تاريخ الرابطة
انبثقت رابطة الشغيلة عن رابطة طلاب الحزب التقدمي الاشتراكي الذي كان نشطا في الجامعة الأمريكية في بيروت عام 1968 من قبل طالب المتشدد زاهر الخطيب. في عام 1974 انفصلت مجموعة الطلاب عن الحزب الاشتراكي واسست حزب سياسي بقيادة الخطيب الذي نجح في أن يدخل لبرلمان اللبناني كنائب اشتراكي النائب عن اقليم الخروب في منطقة الشوف.

## المعتقدات السياسية
يعتقد أعضاء الحزب بالمذهب الماركسي–اللينيني وبأفكار القومية العربية.  في أوائل عام 1975 التحق الأعضاء بالحركة الوطنية اللبنانية بزعامة كمال جنبلاط والفوا ميليشيامقاتلة سميت بقوات  ظافر الخطيب. بعد انهيار الحركة الوطنية في عام 1982 تحول انتماء الرابطة إلى سوريا وأقام علاقة وثيقة مع شيعة حركة «أمل».

## الحرب الأهلية اللبنانية
أثناء المرحلة الأولى من الحرب الأهلية اللبنانية وصل ذروة قوة الرابطة إلى حوالي 200-500 مقاتل بين الذكور والإناث الذين قاتلوا في صفوف القوات المشتركة. التابعة للحركة الوطنية وكان مجهزة بأسلحة مشاة صغيرة المسروقة من الجيش اللبناني ومن ثكنات قوى الأمن الداخلي  ومراكز الشرطة أو الموردة من قبل منظمة التحرير الفلسطينية، جنبا إلى جنب مع عدد قليل من العربات المسلحة والرشاشات الثقيلة و البنادق عديمة الارتداد، وكانت تعمل أساسا في وسط بيروت الغربية، ولكن الخسائر الفادحة وحالات الفرار أديا إلى تراجع دورها العسكري بعد ذلك. في أواخر 1980sفقدت ما تبقى لها من دور سياسي بسبب فقدانها لدعم قاعدتها، بينما تتضاءلت ميليشياتها حتى أصبح دورها يقتصر على الدفاع عن مقرها في شارع الحمرا والمناطق المجاورة في قطاع رأس بيروت القطاع وفي إدارة تلفزيون المشرق بالتعاون مع حركة " أمل " حتى عام 1990.

## التاريخ الحديث
بعد النتهاء الحرب الأهلية في أوائل التسعينات من القرن العشرين، حلت ميليشيا الرابطة بالرغم من أن استمرار دورها السياسي حتى انها تمكنت من الحصول على بعض المقاعد في  البرلمان اللبناني في مناسبات عديدة – من عام 2000 إلى عام 2005 واصبح عضوها، ناصر قنديل، نائبا عن دائرة ا بيروتالثالثة. الحزب هو حاليا عضو التحالف الموالي لسوريا المسمى تحالف 8 آذار.